# Nemeskey Andor
Nemeskey András (Andor), 1869-ig Kleinedler (Szobotist, Nyitra vármegye, 1841. november 14. – Békéscsaba, 1923. augusztus 21.) prépost plébános.

## Életútja
Kleinédler András fia. A gimnáziumot Nagyszombatban, a bölcseletet és teológiát Nagyváradon végezte. 1848. október 26-án felszenteltetett. Káplán volt Bikácson (Bihar megye), később Nagyváradon a Szent József-intézet tanulmányi felügyelője, 1872-től a papnevelőintézet lelkiigazgatója, 1881-től ugyanott aligazgató és 1885-től nagyvárad-újvárosi plébános, 1889-től pedig szentszéki ülnök. 1897-től Békéscsabán volt plébános, 1922-től címzetes hájszentlőrinci prépost.
Cikkei a Magyar Államban (1872. 15. sz. A törvény és a társadalom, 1886. Az egély és a család); a Magyar Sionban (1879. A bucsu minden időben megvolt az egyházban, A bucsu eredete és fogalma, Az egyház kincstára, melyből a bucsúk meríttetnek) sat. Egyes egyházi beszédei az Isten Igéjében, a Jó Pásztorban és a Párkai-féle gyűjteményben vannak.
Álnevei: Bikácsi, Kisnemesi (a Magyar Államban és Nagyváradi Lapokban 1869-1871-ben).

## Munkái
- Az elmélkedő hitszónok. Elmélkedések az év minden vasár- és ünnepnapjára. Bpest, 1876.
- Búcsúkkal járó imák és ájtatosságok gyűjteménye. A legújabb olasz kiadás után magyarázta. Bpest, 1880.
- Krisztus hét szava a keresztfán. Hét nagybőjti beszéd. Nagyvárad, 1884.
- Májusi rózsabimbók, vagyis elmélkedések a bold. szűz Máriáról a lorettói litania fonalán. Bpest, 1884.
- Nyolcz szent beszéd májusi ájtatosságra. A nyolcz boldogság és a bold. szűz Mária. Bpest, 1888.
- Jézus, Mária, József; vagyis búcsúimák gyűjteménye. Imakönyv katholikusok számára. Nagyvárad, 1893.